# Galapa bella
Galapa bella là một loài nhện trong họ Pholcidae. Loài này có ở quần đảo Galapagos.